# Sylvie Perrinjaquet

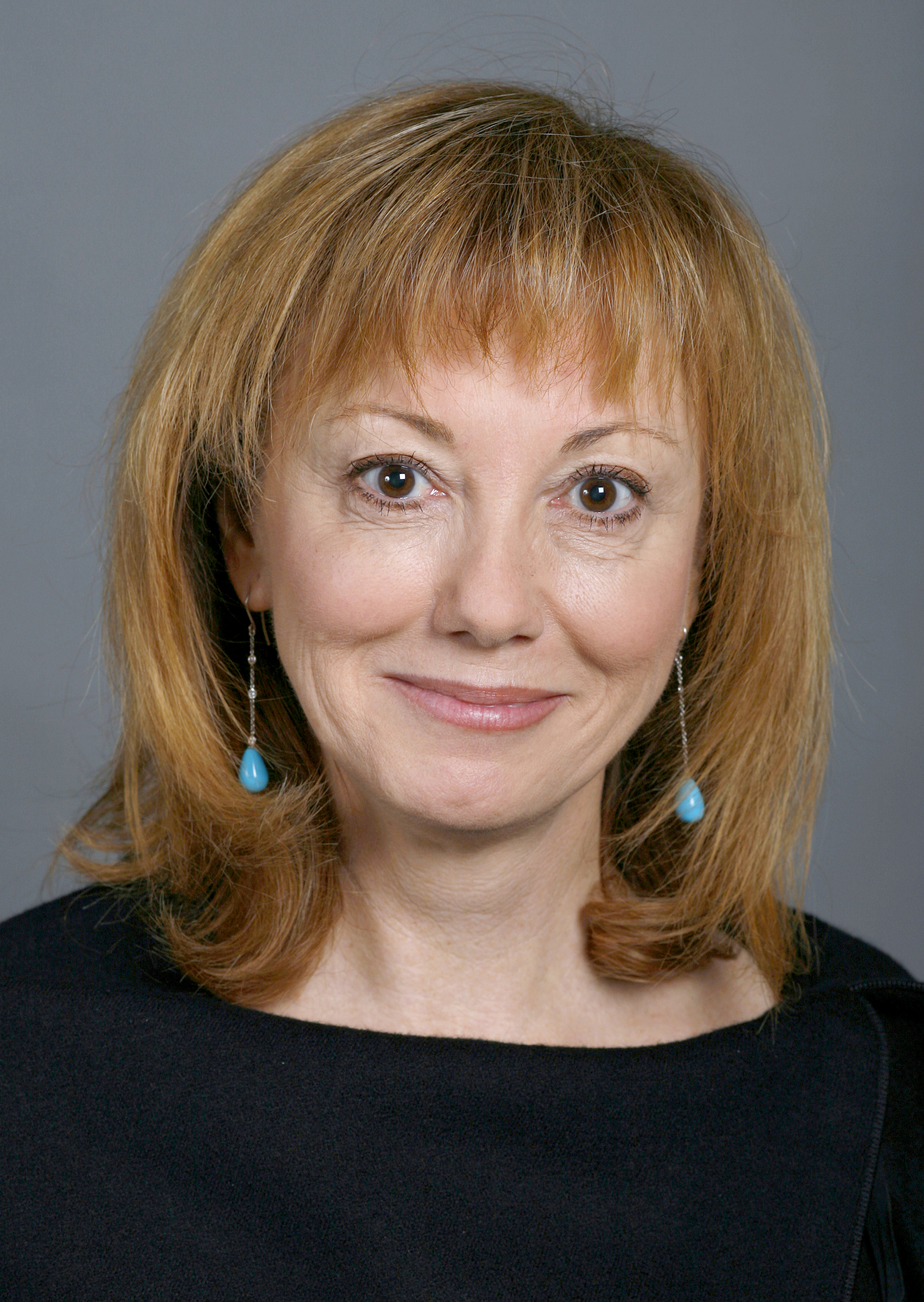
Sylvie Perrinjaquet

Sylvie Perrinjaquet (* 24. August 1955 in Paris) ist eine Schweizer Politikerin (FDP, zuvor LPS) und Lobbyistin.
Sylvie Perrinjaquet gehörte von 1984 bis 1998 der Legislative und von 1998 bis 2000 der Exekutive der Gemeinde Gorgier an. 1993 wurde sie in den Grossen Rat des Kantons Neuenburg gewählt, bei dem sie bis 2001 Mitglied war. 2001 bis 2009 war sie Staatsrätin des Kantons Neuenburg. Bis 2005 war sie dort Vorsteherin des Finanz- und Sozialdepartements, ab 2005 stand sie dem Kultur- und Sportdepartement vor. Bei den Wahlen 2007 wurde Sylvie Perrinjaquet in den Nationalrat gewählt. Dort war sie Mitglied der Kommission für Bildung, Wissenschaft und Kultur, sowie ab 2009 der Sicherheitspolitischen Kommission. 2009 trat sie aus dem Staatsrat zurück. Bei den Wahlen 2011 wurde sie nicht wieder in den Nationalrat gewählt. Im September 2013 rückte sie für Alain Ribaux, welcher per 31. August 2013 zurücktrat, in den Nationalrat nach. Bei den Wahlen 2015 trat sie nicht mehr an.
Seit Januar 2016 arbeitet sie als Lobbyistin beim multinationalen Tabakkonzern Philip Morris International.
Sylvie Perrinjaquet ist Mutter zweier Kinder.